# Arthur Cohn
Arthur Cohn   (Basilea, 4 de febrer de 1927) és productor de cinema i guanyador de múltiples premis de l'Acadèmia.

## Biografia
Cohn va néixer en una família jueva, el fill de Marcus Cohn, advocat i líder del moviment sionista suís que es va traslladar a Israel el 1949 on va ajudar a escriure moltes de les lleis bàsiques del nou estat i va exercir com a fiscal adjunt general d'Israel. La mare de Cohn, Rose Cohn-Galewski, era una poeta jueva-alemanya de Berlín. L'avi de Cohn, Arthur Cohn, va ser el primer rabí cap de Basilea. Després de completar el batxillerat, Cohn es va convertir en periodista i reporter de Swiss Radio, que va cobrir l'Orient Mitjà, així com els jocs de futbol i hoquei sobre gel. Va passar de l'escriptura periodística a l'escriptura de guions, però aviat va trobar la seva passió en la producció cinematogràfica.
Sis de les seves pel·lícules han guanyat l'Oscar, tres en la categoria de millor pel·lícula en llengua estrangera i tres en la categoria de millor llargmetratge documental. Cohn va ser guardonat amb una Estrella al Passeig de la Fama de Hollywood el 1992, l'Ordre de les Arts i les Lletres pel ministre de Cultura francès el 1995, el Premi Humanitari pel National Board of Review el 2001, el Guardian of Sion el 2004 així com el Premi UNESCO el 2005. Ha obtingut diversos títols honoris causa per la Universitat de Boston (1998), la Universitat de Yeshiva (2001) i la Universitat de Basilea (2006). Cohn ha rebut els premis Lifetime Achievement Awards del Festival Internacional de Cinema de Chicago (1992), el Festival Internacional de Cinema de Xangai (1999), així com dels Festivals Internacionals de Cinema de Jerusalem (1995) i Haifa (2016).
Cohn divideix el seu temps entre Basilea i Los Angeles i es considera un productor pràctic que està fortament involucrat en el desenvolupament del guió fins als darrers retocs del procés d'edició. Durant dècades va ser ajudat per Lillian Birnbaum (París) i Pierre Rothschild (Zuric). Les pel·lícules d'Arthur Cohn s'han mostrat en moltes retrospectives a tot el món.
La seva pel·lícula de ficció més coneguda és The Garden of the Finzi-Continis (1970, dirigida per Vittorio De Sica). També va produir pel·lícules de Kevin Macdonald (One Day in September) i Walter Salles (Central Station, Behind the Sun).